# Zirndorf

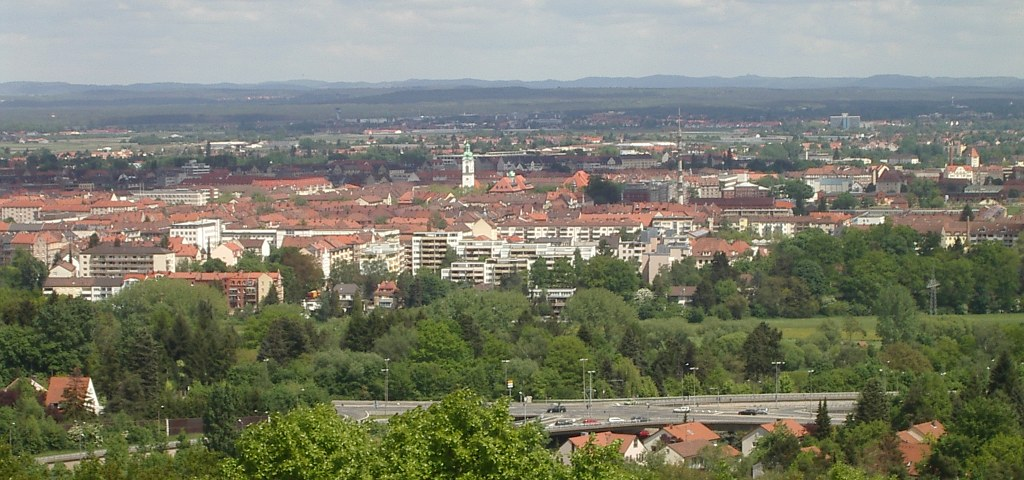
View of Fürth from Zirndorf

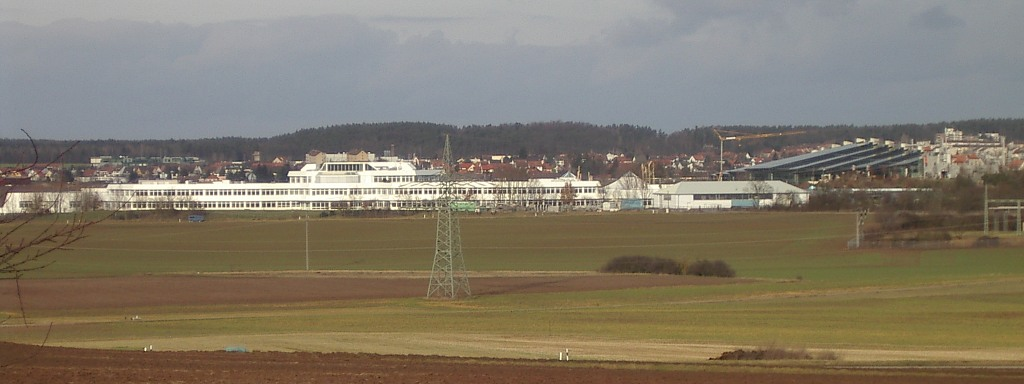
Playmobil factory in Zirndorf

Zirndorf là một thị xã thuộc huyện Fürth. Thị xã này nằm ở phía bắc bang Bayern, Đức tại Regierungsbezirk Middle Franconia.
Các đô thị giáp ranh (từ phía bắc theo chiều kim đồng hồ:
- Fürth
- Oberasbach
- Stein
- Roßtal
- Ammerndorf
- Cadolzburg